# Cosquín Rock 2022
Cosquín Rock 2022 fue la vigésima primera edición del festival Cosquín Rock. Al igual que todos los años, se realizó en el aeródromo de la localidad de Santa María de Punilla, provincia de Córdoba, Argentina.
El 8 de noviembre de 2021 se anunciaron los artistas que participarían en la 21.ª edición. El 10 de enero del año siguiente se publican los escenarios completos, revelando nuevas apariciones como el Escenario Boomerang y el Escenario Paraguay. Las Pelotas se presentó ambos días en el Escenario Acústico.
Más adelante se fueron confirmando artistas que se añadían a la lista como Rata Blanca, quienes no participaron por casos de covid positivo, siendo reemplazados por la Kermesse Redonda quienes pasaron del escenario Córdoba al Norte; Horcas y Los Espíritus. El festival contó con la participación internacional de Julieta Venegas, Cami, Love of Lesbian, Sébastien Léger y Benjamín Walker, entre otros.

## Grilla
| Sábado 12 de febrero            | Sábado 12 de febrero   | Sábado 12 de febrero | Sábado 12 de febrero         | Sábado 12 de febrero | Sábado 12 de febrero | Sábado 12 de febrero        |
| Escenario Norte                 | Escenario Sur          | Escenario Boomerang  | Escenario Córdoba            | Escenario Paraguay   | Escenario Metal Club | La Casita del Blues         |
| ------------------------------- | ---------------------- | -------------------- | ---------------------------- | -------------------- | -------------------- | --------------------------- |
| Los Auténticos Decadentes       | Sébastien Léger        | Hipnótica            | Valterson                    | Fiesta Bresh         | Horcas               | La Mississippi              |
| Guasones                        | El Kuelgue             | Plastilina           | Monada                       | Peces Raros          | Arde La Sangre       | Chris Cain                  |
| Skay y los Fakires              | Trueno                 | Anyi                 | Proceso a Ricutti            | Valdés               | Pésame               | Jimmy Rip                   |
| Babasónicos                     | Cami                   | Doppel Gangs         | Nonpalidece                  | Juana Molina         | Plan 4               | Cristina Dall & Excipientes |
| Ciro y los Persas               | La Delio Valdez        | Manu Martínez        | Juanse & The Mustang Cowboys | Telescopios          | GTX                  | Celeste Carballo            |
| Wos                             | Julieta Venegas        | Vale Acevedo         | Micky y La Que Faltaba       | Intendente           | Tremendos Monos      | Marlene                     |
| Él Mató a un Policía Motorizado | Zoe Gotusso            | Paz Carrara          | Juan Terrenal                | Rosa Profunda        | Santamalta           | Alapar                      |
| Eruca Sativa                    | Turf                   | Silvina Moreno       | Sol Pereyra                  |                      | Mathogo Vox          | 29 Caminos Blues            |
| Cruzando el Charco              | Rulo y la Contrabanda  | Maximiliano Calvo    | Smoke Sellers                |                      | Marino's Band        |                             |
| Sueño de Pescado                | Silvestre y la Naranja |                      | Ficción                      |                      |                      |                             |
| Escalópez                       | Gauchito Club          |                      | Rhemo                        |                      |                      |                             |
| Inazulina                       | Clara Cava             |                      | Gris Bemol                   |                      |                      |                             |
|                                 | Malena Villa           |                      | Valuki                       |                      |                      |                             |
|                                 | Zenón Pereyra          |                      | Pre-Cosquín Córdoba          |                      |                      |                             |

| Domingo 13 de febrero                                                     | Domingo 13 de febrero | Domingo 13 de febrero        | Domingo 13 de febrero  | Domingo 13 de febrero | Domingo 13 de febrero | Domingo 13 de febrero          |
| Escenario Norte                                                           | Escenario Sur         | Escenario Boomerang          | Escenario Córdoba      | Escenario Paraguay    | Escenario Nueva Tinta | La Casita del Blues            |
| ------------------------------------------------------------------------- | --------------------- | ---------------------------- | ---------------------- | --------------------- | --------------------- | ------------------------------ |
| La Mona Jiménez y Amigos Rockeros (Juanse, Micky Rodríguez, José Palazzo) | Los Espíritus         | Benjamín Walker              | Los Ustedes            | Fiesta Katana         | Fidel y los Traperos  | Sarco                          |
| Kermesse Redonda                                                          | Bandalos Chinos       | Isla de Caras                | Fun Circus             | Chico Trujillo        | Bardero$              | Roberta Ribeiro & Toyo         |
| Divididos                                                                 | María Becerra         | Connie Isla                  | Divina Argentina       | Sara Hebe             | Dillom                | Déborah Dixon & Patán Vidal    |
| La Vela Puerca                                                            | Miranda!              | Chiara Parravicini           | Tren Azul              | Kumbia Queers         | Saramalacara          | Malosetti & La Colonia         |
| Airbag                                                                    | BoomBox               | Delfi Campos                 | La Franela             | Sabor Canela          | Taichu                | Melanie Williams & El Cabloide |
| Ciclonautas                                                               | Juan Ingaramo         | Soy Rada and the Colibriquis | Viticus                | Soul Bitches          | Axel Fiks             | Martines Tango & Roll          |
| Nagual                                                                    | Fito Páez             | Gativideo                    | El Plan de la Mariposa | Boconas               | Lara91k               | Los Mentidores                 |
| La Chancha Muda                                                           | Love of Lesbian       | Moloko                       | Kermesse Redonda       |                       | Odd Mami              | Voodoo Woman                   |
| Las Hijas de Piaf                                                         | Acru                  | Leti Vocos                   | Cuatro al Hilo         |                       | Six Sex               | Cordelia Andrada Quinteto      |
| Coral                                                                     | Natalie Pérez         |                              | Moy                    |                       | The Colorated         |                                |
|                                                                           | 1915                  |                              | Vosque                 |                       | Dirty Mood            |                                |
|                                                                           | Nafta                 |                              | La Rosa Galáctica      |                       |                       |                                |
|                                                                           | Ainda                 |                              | Muscalopo              |                       |                       |                                |
|                                                                           | Sol Alac              |                              | Pre-Cosquín Córdoba    |                       |                       |                                |